# 天皇道悟
天皇道悟（てんのう どうご）は、唐代の禅僧。石頭宗2世。俗姓は張。婺州東陽県の出身。

## 人物
明州の某寺にて剃髪し、大暦7年（772年）に具足戒を受けた。余杭の径山法欽に参禅した後、大暦年間に大梅山に移り建中初年に鍾陵の馬祖道一の許で2年間修業する。その後石頭希遷に就いて大悟した。荊州当陽紫荊山ならびに荊州城東の天皇寺の住持を勤め、元和2年4月30日（807年6月9日）に示寂した。法嗣に龍潭崇信・慧真ならびに文賁がいた。